# Korsikanerens Magt
Korsikanerens Magt (originaltitel: Glorious Betsy) er en amerikansk stumfilm fra 1928 med talesekvenser. Den er baseret på skuespillet med samme navn af Rida Johnson Young, og har
Dolores Costello og Conrad Nagel i hovedrollerne. Den var produceret af Warner Bros. og blev nomineret til en Oscar for bedste filmatisering.
Filmen er instrueret af Alan Crosland og fotograferet af Hal Mohr.
Selvom filmen var skrevet af både Anthony Coldeway og Jack Jarmuth, var det kun Coldeway der var nomineret til en Oscar.